# Hellions
Pour les articles homonymes, voir Hellion (homonymie).
Les Hellions sont une équipe de personnages de fiction évoluant dans l'univers Marvel de la maison d'édition Marvel Comics.
À l'origine composée de super-vilains et ennemie des Nouveaux Mutants, les Hellions sont par la suite devenus une équipe de super-héros composée d'élèves de l'Institut Xavier.

## Biographie du groupe

### Les premiers Hellions
L’équipe des premiers Hellions est fondée par Emma Frost, alors membre du Club des Damnés et ennemie des X-Men. Les Hellions résidaient à l'académie du Massachusetts et servaient comme soldats du Club des Damnés.
Cette équipe comprenait :
- Beef, un jeune mutant à la force surhumaine, dernière recrue des Hellions avec Bevatron ;
- Bevatron (Fabien Maréchal-Julbin), un Français arrogant qui peut lancer des rafales électriques de ses mains ;
- Catseye (Sharon Smith), qui peut se métamorphoser en chat ;
- Empath (Manuel de la Rocha), un mutant qui influence les émotions des autres ;
- Jetstream (Haroud Ibn-Sallah Al-Rashyd), un prince d'un pays arabe et mutant, se propulsant dans les airs à une incroyable vitesse ;
- Roulette (Jennifer « Jenny » Stravos), qui peut apporter la chance ou la malchance ;
- Tarot (Marie-Ange Colbert), une mutante d'origine française qui donne vie aux personnages du jeu de Tarot, et qui peut elle-même se transformer en ces personnages ;
- Warpath (James Proudstar), un amérindien, brièvement leader des Hellions avant de rejoindre les Nouveaux Mutants du professeur Xavier.

L'équipe accueillit aussi brièvement les nouveaux mutants : Cypher, Félina, Magik, Magma et Rocket, traumatisés par le Beyonder. Mais, une fois rétablis, ils quittèrent la tutelle d'Emma Frost.  
Firestar fit aussi brièvement partie de l'équipe. Elle prit finalement conscience que Frost voulait l'utiliser comme assassin et quitta les Hellions.
Les Hellions ont connu une triste fin : ils furent en effet massacrés par le mutant venu du futur Trevor Fitzroy. Ainsi sont tombés Beef, Bevatron, Catseye, Jetstream et Roulette. Les autres élèves mutants d'Emma Frost, non compris dans cette équipe, moururent aussi cette nuit-là.
Empath quitta les Hellions avant le massacre du groupe, mais Tarot survécut à l'assaut pour des raisons encore inconnues.

#### Utilisation scénaristique
Les Hellions furent utilisés par les scénaristes pour doter les Nouveaux Mutants d'adversaires de leur force : même âge, pouvoirs semblables, cultures diverses... Certains Hellions ne sont d'ailleurs que des versions « mauvaises » des membres des Nouveaux Mutants.
On peut ainsi noter les alter ego de :
- Rocket : Jetstream
- Félina : Catseye
- Karma : Empath
- Mirage : Tarot

Après l'arrivée de nouveaux membres, puis celle de Cable à la tête des Nouveaux Mutants, ceux-ci gagnèrent en puissance et en expérience au point d'affronter un nouveau groupe qui leur serait désormais opposé : le Front de libération mutant (FLM). Les Hellions ne firent plus que de petites apparitions avant leur élimination.

### Les nouveaux Hellions
Cette seconde incarnations fut elle réunie par le mutant King Bedlam, frère de l'X-Forcer Bedlam (Jesse Aaronson). C'était une équipe de vilains qui avaient pour seul objectif la loi du plus fort.
Cette équipe comprenait :
- King Bedlam (Christopher « Terry » Aaronson, frère de Jesse Aaronson), un mutant capable de dérégler l'esprit des autres ;
- Féral (Maria Callasantos), une mutante lycanthrope, ex-membre d'X-Force et qui a depuis abandonné la voie du crime en ralliant les X-Men au sein de l'X-Corporation Mumbaï.
- Magma (Amara Aquilla), une ex-membre des Nouveaux Mutants qui, paumée, s'allia aux nouveaux Hellions avant de retrouver la raison et de les quitter. Elle manipule la lave ;
- Paradigm, un cyborg qui contrôle les esprits ;
- Switch (Devon Alomar), un mutant qui peut changer de corps avec sa cible ;
- Tarot, la seule rescapée des premiers Hellions lors de leur massacre par Trevor Fitzroy.

### Les Hellions III
Cette équipe regroupe les étudiants qui sont sous la tutelle d'Emma Frost à l'Institut Xavier. Ce sont les éternels rivaux des Nouveaux Mutants de Danielle Moonstar. Ils se sont surnommés les « Hellions » en hommage à la première équipe de la Reine Blanche (Frost), à l'époque où celle-ci faisait partie du Club des Damnés.
Cette équipe est constituée de :
- Hellion (Jullian Keller), le leader de l'équipe et un mutant télékinésiste ;
- Dust (Sooraya Qadir), une mutante d'origine afghane, capable de se métamorphoser en nuage de poussière et de tuer ses ennemis en les transformant en poussière ;
- Mercury (Cessily Kincaid), une mutante composée de mercure et qui peut donc liquéfier son corps.
- Rockslide (Santo Vaccaro), un mutant composé de pierre qui peut détacher ses membres de son corps et s'en servir comme projectiles.
- Tag (Brian Cruz)
- Wither (Kevin Ford), un ancien membre des Nouveaux Mutants qui change tout organisme en poussière, par simple contact. Il a échangé sa place avec le jeune Icare, capable de voler.

À la suite du M-Day, Tag perdit ses pouvoirs. Il fut tué dans l'explosion du bus ramenant les élèves ayant perdu leurs pouvoirs. Le bus explosa, touché par un missile lancé par William Stryker.